# Phagnalon saxatile
Phagnalon saxatile — вид квіткових рослин родини айстрові (Asteraceae). лат. saxum — «камінь».

## Опис
Стебла до 50 см, зазвичай розгалужені біля основи. Листи (9)14–50(60) × 1.2–4 мм, лінійні, лінійно-ланцетні або ланцетні, зверху зелені, білі знизу. Квіти 5–6 мм ниткоподібні. Сім'янки 0,7–1 × 0,1–0,2 мм. Цвітіння і плодоношення з лютого по липень (листопад).

## Поширення
Росте у Середземномор'ї від Піренейського півострова і північного заходу Африки на схід до Балкан. Місця проживання: скелясті стіни, кам'янисті й суглинні ґрунти.

## Галерея

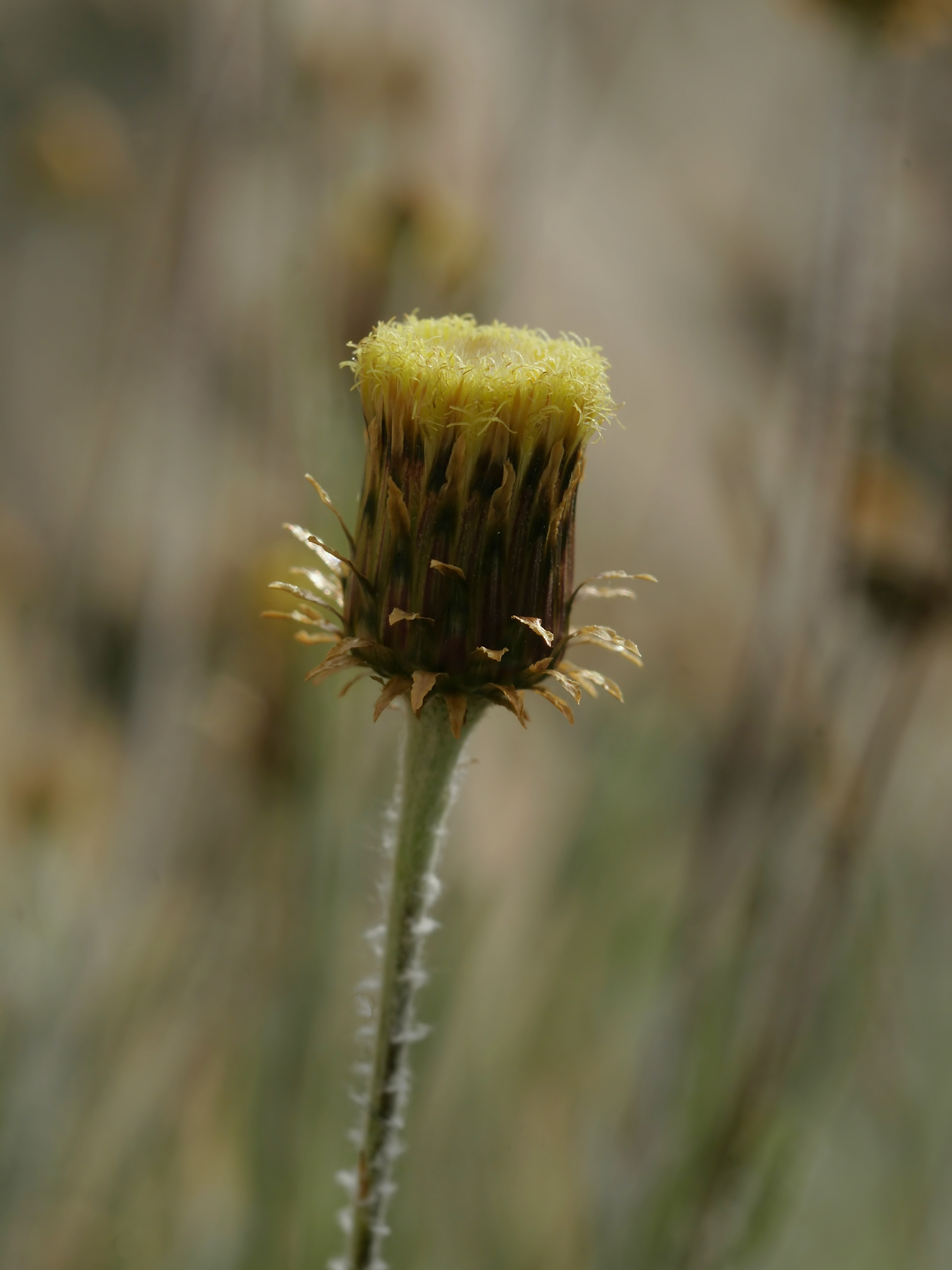
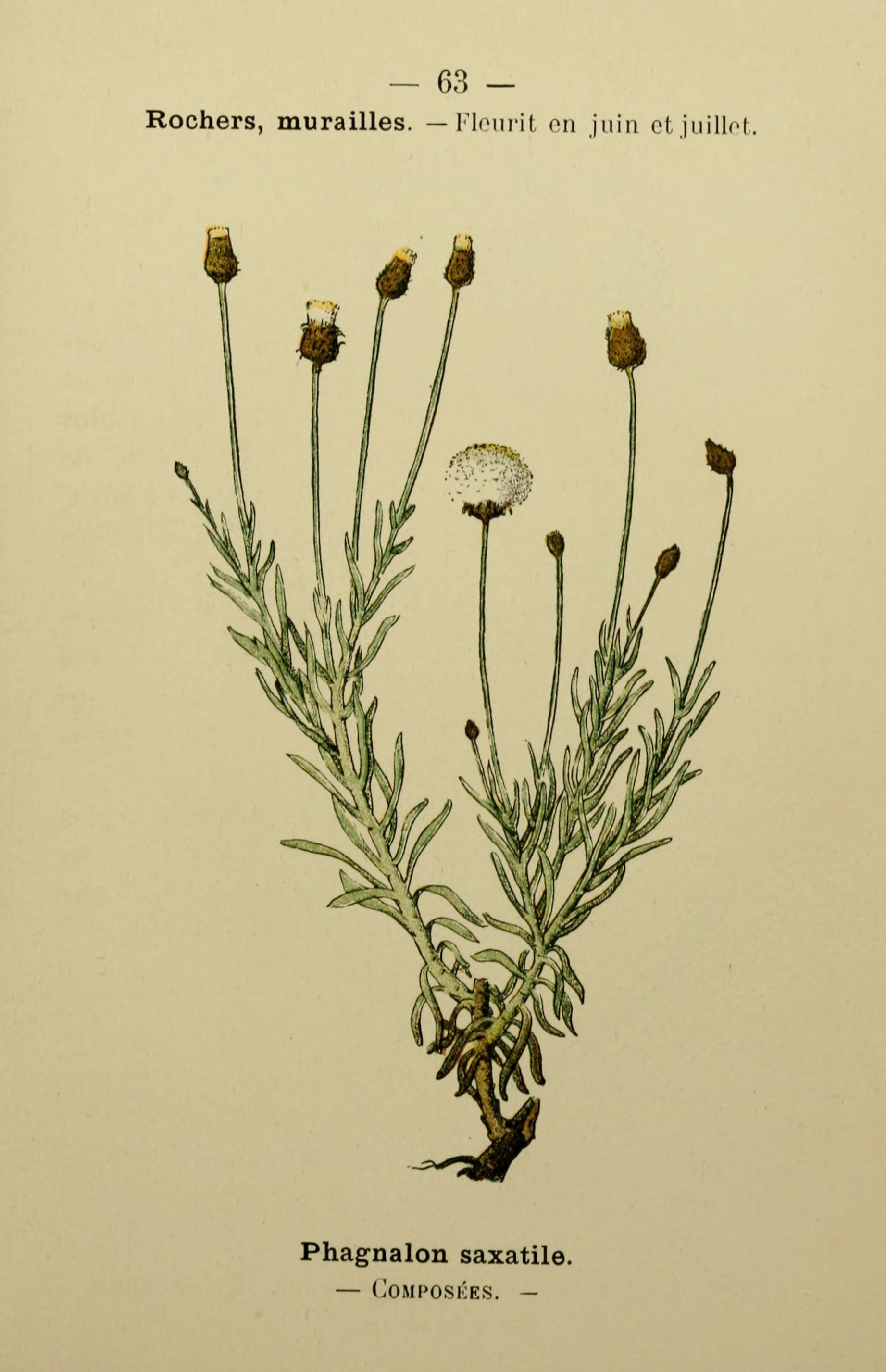

|  | Це незавершена стаття про айстрові. Ви можете допомогти проєкту, виправивши або дописавши її. |